# Marta Klampfer
Marta Klampfer, slovenska pravnica in sodnica, * 29. marec 1953, Rakek † 22. november 2016.
Decembra 1976 je diplomirala na Pravni fakulteti v Ljubljani in maja 1979 opravila pravosodni izpit. Zaposlila se je kot strokovna sodelavka na Sodišču združenega dela Republike Slovenije in bila leta 1991 izvoljena za sodnico tega sodišča. Kasneje je bila izvoljena v naziv višje sodnice in od leta 1997 delovala kot vodja oddelka za delovne spore, pridobila je še naziv višje sodnice - svetnice. Dva mandata je zasedala položaj predsednice Društva za delovno pravo in socialno varnost pri Pravni fakulteti v Ljubljani. Od leta 2001 je opravljala funkcijo podpredsednice Višjega delovnega in socialnega sodišča, 6. maja 2004 je bila imenovana za predsednico Višjega delovnega in socialnega sodišča. Funkcijo ustavne sodnice je opravljala med 20. novembrom 2007 in 19. novembrom 2016. Umrla je le nekaj dni po izteku mandata.